# ニュージャージー州議会元老院
ニュージャージー州議会元老院（英語:The New Jersey Senate）は、アメリカ合衆国ニュージャージー州の州議会である、ニュージャージー州議会の上院である。1844年の憲法により立法評議会に代わって設置された。40の選挙区があり、各選挙区の平均人口は232,225人である。各選挙区には1人の上院議員と2人の下院議員が所属する。選出前の議員は、30歳以上で、4年以上ニュージャージー州に居住していることが、議員を務めるための条件となっている。

## 任期
1844年から1965年（合衆国最高裁判所のレイノルズ対シムズ事件判決により、すべての州議会議員をほぼ同数の人口を持つ選挙区から選出することが義務付けられた）までは、各郡が選挙区となり、1人の上院議員を選出していた。1844年憲法では任期は3年であったが、1947年憲法により4年に変更された。1968年以降、上院は「2-4-4」サイクルで選出される40人の上院議員で構成される。上院議員は10年ごとに2年間の任期を務め、残りの期間は2つの4年任期に分けられる。
「2-4-4」サイクルは、10年ごとの米国国勢調査に基づいて選挙区境界が変更されたことを反映できるように導入されたものである。このサイクルが導入されていなかった場合、選挙区境界は、上院議員選挙に使用されるまでに4年間も時代遅れになってしまうことがあった。しかし、任期が異なっているため、境界が時代遅れになる期間は2年間だけである。そのため、上院議員の選挙は「1」、「3」、「7」で終わる年に実施される（つまり、次回の選挙は2027年、2031年、2033年）。

## 欠員時の対応
空席となった議席を埋めるため、州委員会または空席となった議員の所属政党の委員会により暫定任命が行われる（1988年11月8日に憲法改正が可決されて以来）。その年の他の上院議員の選挙が行われない場合（2009年や2015年など、「5」または「9」で終わる年）でも、その議席は次の総選挙の投票対象となる。この例外は、空席が選挙から51日以内に生じた場合のみであり、その場合は次の総選挙までの任命が有効となる。

## 構成

### 上院議員名簿
| 選挙区      | 氏名                  | 政党       | 居住地              |
| ----------- | --------------------- | ---------- | ------------------- |
| District 1  | Mike・Testa           | Republican | Vineland            |
| District 2  | Vincent J.・Polistina | Republican | Egg Harbor Township |
| District 3  | John・Burzichelli     | Democratic | Paulsboro           |
| District 4  | Paul D.・Moriarty     | Democratic | Washington Township |
| District 5  | Nilsa・Cruz-Perez     | Democratic | Barrington          |
| District 6  | James・Beach          | Democratic | Voorhees Township   |
| District 7  | Troy・Singleton       | Democratic | Palmyra             |
| District 8  | Latham・Tiver         | Republican | Southampton         |
| District 9  | Carmen・Amato         | Republican | Lacey               |
| District 10 | James W.・Holzapfel   | Republican | Toms River          |
| District 11 | Vin・Gopal            | Democratic | Long Branch         |
| District 12 | Owen・Henry           | Republican | Old Bridge Township |
| District 13 | Declan・O'Scanlon     | Republican | Little Silver       |
| District 14 | Linda R.・Greenstein  | Democratic | Plainsboro Township |
| District 15 | Shirley・Turner       | Democratic | Lawrence Township   |
| District 16 | Andrew・Zwicker       | Democratic | South Brunswick     |
| District 17 | Bob・Smith            | Democratic | Piscataway          |
| District 18 | Patrick J.・Diegnan   | Democratic | South Plainfield    |
| District 19 | Joe F.・Vitale        | Democratic | Woodbridge          |
| District 20 | Joseph・Cryan         | Democratic | Union Township      |
| District 21 | Jon・Bramnick         | Republican | Westfield           |
| District 22 | Nicholas・Scutari     | Democratic | Linden              |
| District 23 | Doug・Steinhardt      | Republican | Lopatcong           |
| District 24 | Parker・Space         | Republican | Wantage             |
| District 25 | Anthony M.・Bucco     | Republican | Boonton Township    |
| District 26 | Joseph・Pennacchio    | Republican | Rockaway Township   |
| District 27 | John F.・McKeon       | Democratic | West Orange         |
| District 28 | Renee・Burgess        | Democratic | Irvington           |
| District 29 | Teresa・Ruiz          | Democratic | Newark              |
| District 30 | Robert W.・Singer     | Republican | Lakewood Township   |
| District 31 | Angela V.・McKnight   | Democratic | Jersey City         |
| District 32 | Raj・Mukherji         | Democratic | Jersey City         |
| District 33 | Brian P.・Stack       | Democratic | Union City          |
| District 34 | Britnee・Timberlake   | Democratic | East Orange         |
| District 35 | Nellie・Pou           | Democratic | North Haledon       |
| District 36 | Paul・Sarlo           | Democratic | Wood-Ridge          |
| District 37 | Gordon M.・Johnson    | Democratic | Englewood           |
| District 38 | Joseph・Lagana        | Democratic | Paramus             |
| District 39 | Holly・Schepisi       | Republican | River Vale          |
| District 40 | Kristin・Corrado      | Republican | Totowa              |

## 委員会
2024年から2026年の下院における各委員会は以下のとおりである。
- 予算および歳出
- 商務
- コミュニティおよび都市問題
- 経済成長
- 教育
- 環境およびエネルギー
- 保健、社会福祉、および高齢者
- 高等教育
- 司法
- 労働
- 法律および公共安全
- 立法監視
- 軍事および退役軍人
- 規則および秩序
- 州政府、賭博、観光、および歴史的建造物保存
- 交通

## 「ダブルディッピング」
2008年まで有効であった州法では、州議会の上院議員および下院議員は、いずれかの院で、または両方の院で、また、その時点で保持しているその他の政府職に就くことが認められていたが、2008年当時まだその職に就いていた議員は「既得権」が認められた。
氏名、政党、郡 – 2つ目の公職（太字の名前は、2023年現在も州議会議員として地方と州の双方で公職に就いていることを表す）
- Dana Redd, D-Camden – Councilwoman, Camden
- Nicholas Sacco, D-Hudson – Mayor, North Bergen
- Paul Sarlo, D-Bergen – Mayor, Wood-Ridge
- Robert Singer, R-Ocean – Committeeman, Lakewood
- Brian Stack, D-Hudson – Mayor, Union City
- Stephen Sweeney, D-Gloucester – Freeholder, Gloucester County

## 特権

### 上院特権

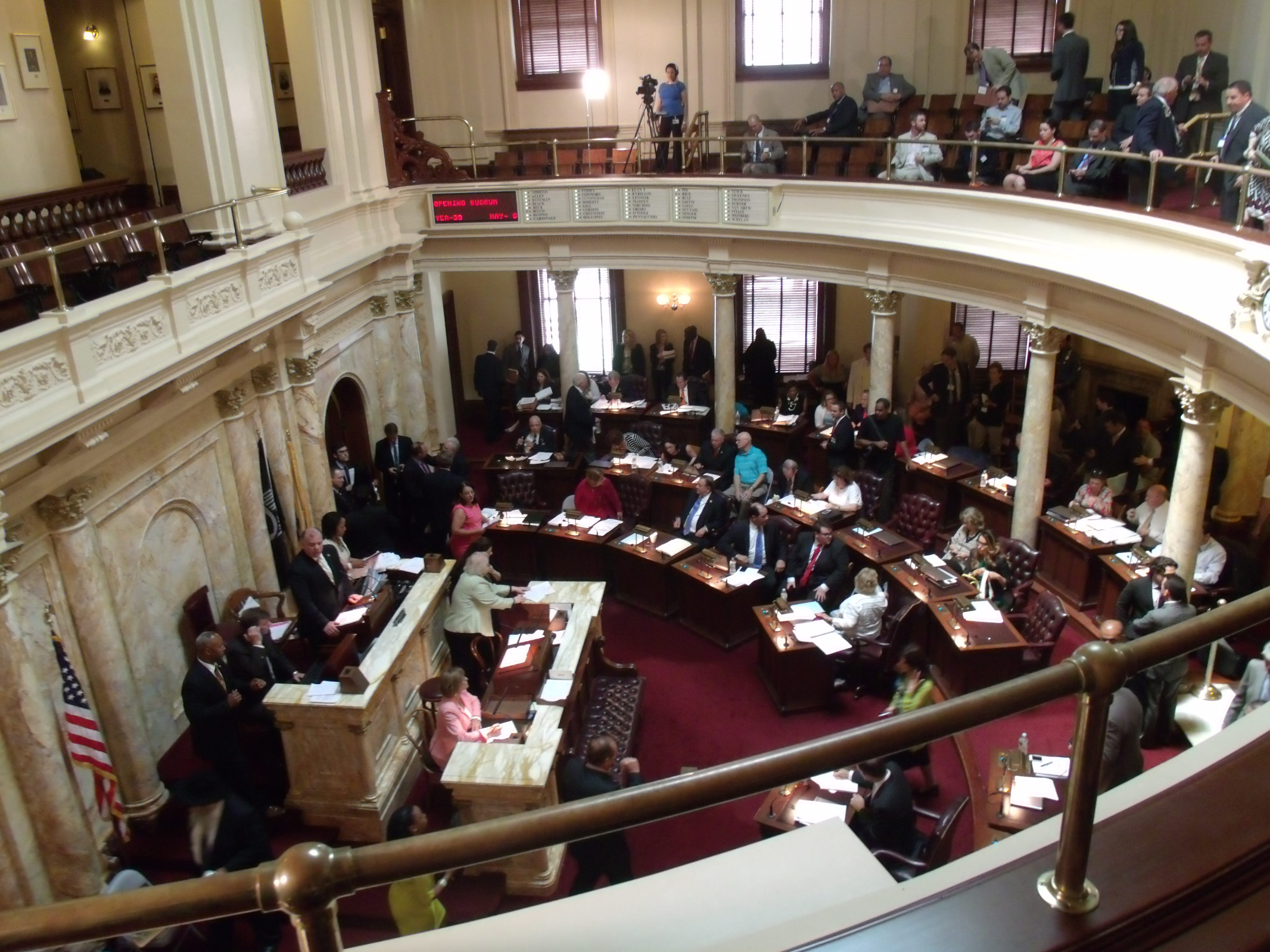
開会中の州上院

上院特権とは、上院の伝統として、知事によって指名された地元住民が、上院の承認を必要とする役職に任命されることを防ぐために、地元選出の上院議員が介入することを認めるものである。被指名者の地元選出の上院議員は、その行動の根拠を説明する義務を負うことなく、指名を一時的または永久的に阻止するために上院特権を発動することができる。
コーザイン知事は、2007年6月4日、定年退職を間近に控えていたジェームズ・R・ザザーリ判事のあとを継ぐ最高裁判所長官にスチュアート・ラバーナー氏を指名した。ラバーナー氏の居住するエセックス郡選出の上院議員2名は、上院特権に則り、ラバーナー氏の指名を阻止した。上院議員のロナルド・ライス氏は当初、この指名を拒否していたが、6月15日、知事との会談の後、考えを改めた。ニア・ギル氏は6月19日に拒否を撤回したが、その理由については説明しなかった。ニューヨーク・タイムズ紙が匿名で引用した議員によると、ギル氏の反対はラブナー氏の人種と、知事の少数派候補者に対する配慮の欠如が原因だったという。また、2007年6月には、ロレッタ・ワインバーグが上院特権を利用して、バーゲン郡検察官ジョン・モリネリの任期延長を阻止した。

### 知事代行
2010年までは、知事の空席が生じた場合、州憲法では、上院議長（次いで下院議長）が知事代行となり、上院（または州議会）での地位を維持することが規定されていた。知事代行は、州議会内の地位を維持しながら知事の職務を代行することになっていた。
ニュージャージー州副知事は、州知事との選挙を経て、2010年1月19日に初めて就任した。この役職は、2005年11月8日に可決された州憲法改正の結果として創設された。この改正自体は2006年1月17日に発効し、知事の後継者に関する暫定的な変更が行われたが、副知事が選出されるのは2009年11月3日であった。上院議長が知事と副知事の両方が不在の場合に限り、行事代行を務める。例えば、2022年6月4日、フィル・マーフィー知事とシーラ・オリバー副知事が個人的な旅行で州外に出ている間、ニコラス・スカタリが州知事代行となった。2023年7月31日、マーフィー知事が州外に出ている間、オリバー副知事が病気で入院し、翌日に亡くなった。オリバーの死により、スカタリは2023年9月8日にタヘシャ・ウェイが宣誓就任するまで、空席となった副知事代行を務めることになった。